# Flybar

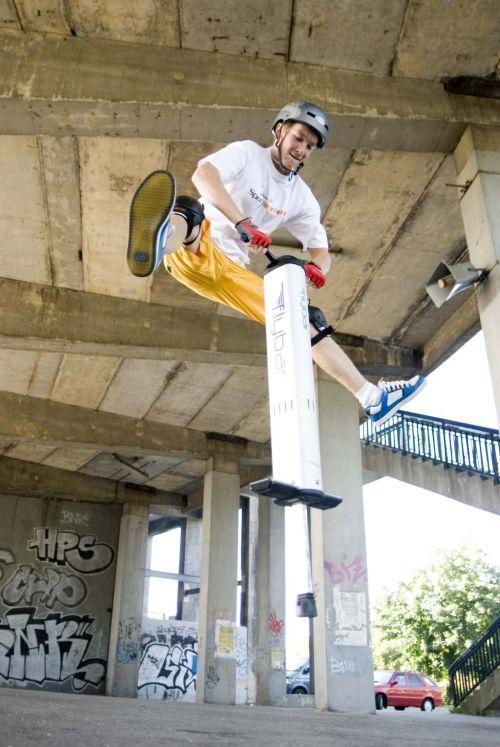
Flybar

Flybar je upravený pogo stick, který umožňuje skákat více než 150 cm do výšky, který byl vyvinut v USA. Díky pevnému tělu a mechanickému nastavení odpružení lze provádět s Flybarem mnoho triků bez větší závislosti na tělesné váze. Flybar je těžší než běžný pogo stick, váží okolo 9 kg. Flybar se v ČR objevil zhruba v roce 2006.